# Doane Perry
Doane Ethredge Perry (16. června 1954 Mt. Kisco, Westchester County, New York, USA), je americký hudebník, který v letech 1984 až 2011 působil ve skupině Jethro Tull jako bubeník. Za své kariéry pracoval s mnoha dalšími umělci, včetně takových jako Lou Reed a Todd Rundgren.

## Dětství
Doane Perry hrál od sedmi do jedenácti let na piano. Když Doane uslyšel o Beatles, rozhodl se hrát na bicí, protože jak sám říká „líbilo se mi, že holky na ulici by po mně šílely, kdybych si vybral bicí.“ Když mu bylo 14 let, začal Doanne o víkendech hrát s vlastní kapelou a pokračoval do doby, než v 17 letech dokončil střední školu.

## Hudební kariéra
Na profesionální dráhu se dal v 18 letech, kdy se pokoušel při hraní docházet i na vysokou školu. Vedlo to k vážnému konfliktu, kdy se s konečnou platností rozhodl věnovat hudbě naplno. Začal získávat širší hudební průpravu, spočívající hlavně z hudebních zkušeností získaných v New Yorku, kde prošel širokou škálou žánrů hudby, jako rock, pop, jazz, folk, orchestrální a taneční hudba. Pracoval jako příležitostný hudebník s mnoha umělci, jako byli Lou Reed, Todd Rundgren, Gary Brooker, Fairport Convention a Dweezil Zappa.

### Jethro Tull
V roce 1984 nahradil Perry bubeníka Gerry Conwaye. Byl druhým členem Jethro Tull, který se narodil v USA; (první byl bubeník Mark Craney). Se skupinou nahrál následující studiová alba: Crest of a Knave, Rock Island, Catfish Rising, Roots to Branches , J-Tull Dot Com a The Jethro Tull Christmas Album.

### Nástroje
Doane Perry za svou kariéru používal širokou škálu nástrojů. Výběr bicí soupravy vždy záležel na tom, jestli hraje na koncertu nebo nahrává ve studiu. Přednost dává bicím značky Premier Artist Series, ale občas používá sérii Genista nebo Signia.